# Val Mara
Val Mara är en kommun i distriktet Lugano i kantonen Ticino, Schweiz. Kommunen skapades den 10 april 2022 genom sammanslagningen av de tidigare kommunerna Maroggia, Melano och Rovio. Val Mara har 3 001 invånare (2023).